# 무함마드 엘바라데이
무함마드 모스타파 엘바라데이(아랍어: محمد مصطفى البرادعي 무함마드 무스타파 알바라다이[*], 문화어: 모함메드 엘바라데이, 1942년 6월 17일 ~ )는 국제 원자력 기구 사무총장을 지낸 이집트의 법학자이자 외교관이다.
1942년 이집트 카이로에서 태어나 1962년에 카이로 대학교 법학과를 졸업했으며, 1974년에는 뉴욕 대학교 로스쿨에서 법률과학박사(J.S.D.) 학위를 받았다. 1997년과 2001년, 2005년 세 번에 걸쳐 국제 원자력 기구 사무총장을 지냈고, "원자력 에너지가 군사적으로 전용되는 것을 막고 평화적으로 사용되도록 공헌"한 데에 대해 국제원자력기구와 함께 2005년에 노벨 평화상을 받았다.
2007년에는 대한민국의 건국대학교에서 명예 정치학 박사를 받았다.

## 같이 보기
- 국제 원자력 기구